# Karl Hall
Karl Hall (ur. 4 lipca 1988) – seszelski piłkarz grający na pozycji pomocnika. Od 2018 jest zawodnikiem St Louis Suns United FC.

## Kariera klubowa
Swoją karierę piłkarską Hall rozpoczął w klubie St Michel United FC. W 2010 roku zadebiutował w nim w pierwszej lidze seszelskiej. W sezonach 2010 i 2011 wywalczył z nim dwa mistrzostwa Seszeli, a w 2011 zdobył także Puchar Seszeli. W latach 2011–2015 grał w angielskim Albion Sports AFC. W latach 2015–2017 ponownie występował w St Michel United FC. W sezonie 2015 został w nim mistrzem, a w sezonie 2016 - wicemistrzem kraju oraz zdobył krajowy puchar. W 2018 przeszedł do St Louis Suns United FC.

## Kariera reprezentacyjna
W reprezentacji Seszeli Hall zadebiutował 4 sierpnia 2011 roku w zremisowanym 0:0 meczu Igrzysk Oceanu Indyjskiego 2011 z Komorami. Od 2011 do 2010 rozegrał w kadrze narodowej 25 meczów.